# Werner Maier (Maler)
Werner Maier (* 1956 in München) ist ein deutscher Maler und Grafiker.

## Leben
Nach dem Studium der Malerei und Kunsterziehung von 1981 bis 1987 bei Horst Sauerbruch, Rudi Tröger und Friedhelm Klein an der Akademie der Bildenden Künste München arbeitete Werner Maier als Gestaltungstherapeut. 1988 hielt er sich zu Studienzwecken in Wien und in einer Steinkohlemine bei Prag auf. Ab 1991 unterrichtete er an der Deutschen Meisterschule für Mode Akt- und figürliches Zeichnen, erhielt 1992–93 einen Lehrauftrag für Radierung und 1998–2001 einen für Aktzeichnen an der Akademie der Bildenden Künste in München. 1999 erhielt er das Stadtmalerstipendium Bremervörde. Seit 1999 nimmt er Lehrtätigkeiten an privaten Akademien wahr (u. a. Sommerakademie Bad Reichenhall, Hohenaschau, Neuburg), hält Malkurse in der Ateliergemeinschaft mit Ekkehardt Hofmann und arbeitet als freischaffender Künstler im Bereich Malerei und Grafik. Er ist Mitglied der Neuen Münchner Künstlergenossenschaft.

## Werk
Werner Maiers Werk umfasst zunächst vorwiegend grafische Arbeiten, Zeichnungen und Radierungen. Er beschäftigte sich mit der Darstellung von Bewegung und Zeit im Medium der Zeichnung, was bereits in den Titeln einer Serie von 1996/1997 zum Ausdruck kommt (z.B. Drei Minuten, Dreizehn Sekunden). Ihn interessieren Reduktions- und Abstraktionsprozesse (z. B. Serie Köpfe, 1998) und die räumliche Wirkung von Linien im Zusammenspiel mit der Zeichenfläche. "Werner Maiers Interesse gilt der Wahrnehmung von Raum, der sich durch die Kraft der Zeichnung aus der Zweidimensionalität öffnet. Befreit von allem Epischen, lotet er mit dem Bleistift aus, wieweit die Reduktion getrieben werden kann". Hierbei spielen die verschiedenen Zeichenmittel und Techniken der Radierung (z. B. Aquatinta) eine Rolle. Seit den 2000er-Jahren wandte Maier sich verstärkt der Malerei zu, hierbei zunächst dem Aquarell, in flächig-abstrakten Farbflächen, wobei sich durch Überlappungen der Flächen auch linear-grafische Zonen ergaben.
Werner Maiers Bilder und Grafiken werden seit 1985 ausgestellt, u. a. in der Albertina in Wien und der Graphischen Sammlung in München.

## Ausstellungen (Auswahl)
- 1985 Instituto Cervantes – Spanisches Kulturinstitut, München
- 1990–1996 Große Kunstausstellung im Haus der Kunst, München
- 1991 Verein für Original-Radierung, München
- 1994 Galerie Hofmeister, Art Frankfurt
- 1996 11. Nationale der Zeichnung, Augsburg, Biennale der Zeichnung, Rotterdam
- 1998 Galerie Anais, München
- 2000 Galerie Katia Rid, München
- 2002 Kunstverein Passau (mit Siegfried Kreitner)
- 2003 Galerie des Bezirks Oberbayern, München
- 2003, 2004 Jahresgaben, Kunstverein München

## Werke in öffentlichen Sammlungen
- Albertina, Wien
- Artothek, München
- Klingsporn Museum, Offenbach
- Kupferstichkabinett, Dresden
- Sammlung Faber-Castell
- Staatliche Graphische Sammlung, München
- Universität Augsburg

## Publikationen
- Die Kunst-Akademie Faszination Aktzeichnen. Englisch Verlag (Christopherus Verlag), 2007, ISBN 978-3-8241-1382-8
- Die Kunst-Akademie Faszination Porträtzeichnen: Impulse für das künstlerische Schaffen. Englisch Verlag (Christophorus Verlag), 2008, ISBN 978-3-8241-1402-3
- Die Kunst-Akademie: Vom Abbild zur Abstraktion. Englisch Verlag (Christophorus Verlag), 2011, ISBN 978-3-8623-0155-3
- Blumen im Licht: Das künstlerische Aquarell. Englisch Verlag (Christopherus Verlag), 2012, ISBN 978-3-8623-0105-8
- Werner Maier: Aquarelle. Katalog zur Ausstellung Farbräume, Galerie des Bezirks Oberbayern, München, 2003
- Bernhard Schaub (Hrsg.): Werner Maier: 40 Zeichnungen. Sammlung Dr. Bernhard Schaub. Text: Anne Erfle, München 2001, ISBN 3-00-007061-3
- Melanie von Mendel (Hrsg.): Werner Maier: Zeichnungen 1985-1997. Texte: Karl Bohrmann, Andreas Kühne, Johannes Muggenthaler, Felix Weinold. Anderland Verlag, München 1997, ISBN 3-926220-71-6
- Werner Maier, Felix Weinold: Spanische Skizzen / Esbozos Espanoles / Radierungen und Bleistiftzeichnungen / Sommer 1985 /  Grabados y dibujos a lápiz / Verano del 1985, Spanisches Kulturinstitut, München 1985